# Mesochorus extremus
Mesochorus extremus är en stekelart som beskrevs av Dasch 1974. Mesochorus extremus ingår i släktet Mesochorus och familjen brokparasitsteklar. Inga underarter finns listade i Catalogue of Life.